# Ampharete crassiseta
Ampharete crassiseta är en ringmaskart som beskrevs av Annenkova 1929. Ampharete crassiseta ingår i släktet Ampharete och familjen Ampharetidae. Inga underarter finns listade i Catalogue of Life.